# 파비오 파라티치
파비오 파라티치(이탈리아어: Fabio Paratici, 1972년 7월 13일 ~ )는 이탈리아 출신의 은퇴한 축구선수로, 현재 토트넘 홋스퍼 FC의 단장이다.

## 선수 경력
1988년 피아첸차 칼초 1919에서 데뷔하여 당시 세리에 C1, 세리에 C2의 팀들을 돌아다니다가 31세의 나이인 2004년 은퇴하였다.

## 프런트 경력
2004년 UC 삼프도리아에서 스카우트로 경력을 시작하였다.
2010년 유벤투스 FC 수석 스카우트로 이적하였다.
2018년 유벤투스 FC 단장으로 승진하였다.
2021년 토트넘 홋스퍼 FC 단장으로 이적하였다.

### 주요 영입목록

#### 삼프도리아(2004~2010)
- 다니엘레 가스탈델로
- 크리스티안 마조
- 페드로 오비앙
- 안토니오 카사노
- 잠파올로 파치니
- 왈테르 마차리
- 루이지 델리니

#### 유벤투스 (2010~2021)
- 알베르토 자케로니
- 루이지 델네리
- 안토니오 콘테
- 마시밀리아노 알레그리
- 마우리치오 사리
- 안드레아 피를로

- 아르투로 비달
- 폴 포그바
- 카를로스 테베스
- 파트리스 에브라
- 파울로 디발라
- 마리오 만주키치
- 사미 케디라
- 곤살로 이과인
- 다니 아우베스
- 도글라스 코스타
- 보이치에흐 슈쳉스니
- 마테아 데 실리오
- 페데리코 베르나르데스키
- 블레즈 마튀디
- 크리스티아누 호날두
- 레오나르도 보누치
- 마테이스 더 리흐트
- 에런 램지
- 아드리앵 라비오
- 잔루이지 부폰
- 메리흐 데미랄
- 크리스티안 로메로
- 페데리코 키에사
- 웨스턴 맥케니
- 데얀 쿨루셰프스키

#### 토트넘 (2021~2023)
- 누누 이스피리투 산투
- 안토니오 콘테

- 피에를루이지 골리니
- 브리안 힐
- 크리스티안 로메로
- 에메르송 로얄
- 데얀 쿨루셰프스키
- 로드리고 벤탄쿠르